# Lunaceps incoenis
Lunaceps incoenis är en insektsart som först beskrevs av Kellogg och Chapman 1899.  Lunaceps incoenis ingår i släktet månlöss, och familjen fjäderlöss. Inga underarter finns listade i Catalogue of Life.